# بخش لارنس (شهرستان واشینگتن، اوهایو)
بخش لارنس (به انگلیسی: Lawrence Township) یک منطقهٔ مسکونی در ایالات متحده آمریکا است که در شهرستان واشینگتن، اوهایو واقع شده‌است.
 بخش لارنس ۹۱٫۳ کیلومتر مربع مساحت و ۹۵۶ نفر جمعیت دارد و ۱۸۷ متر بالاتر از سطح دریا واقع شده‌است.